# Odacanthini

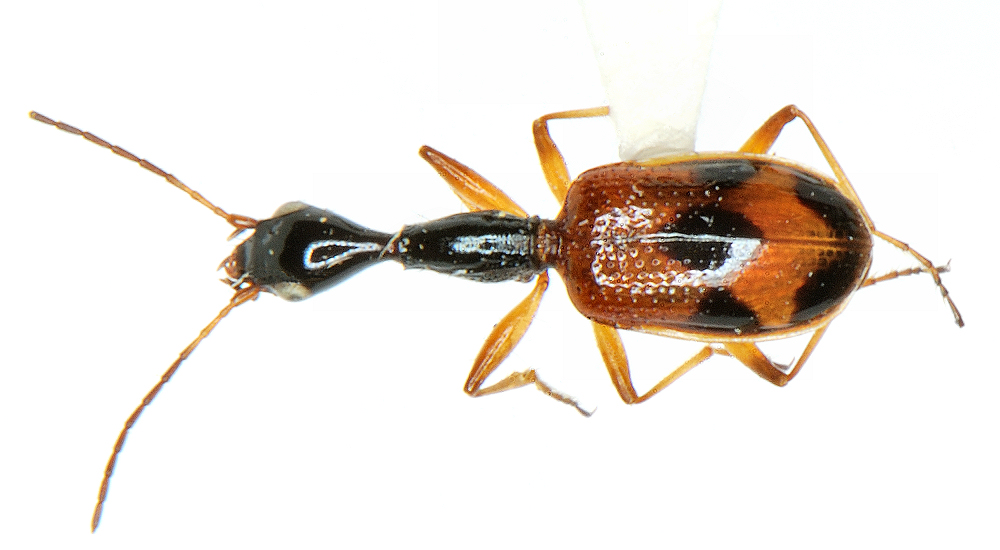
Colliuris pensylvanica

Odacanthini – plemię chrząszczy z rodziny biegaczowatych i podrodziny Lebiinae lub Harpalinae.

## Taksonomia
Takson opisany został w 1834 roku przez Francis de Laporte de Castelnau. Bywał traktowany jako osobna podrodzina.

## Opis
Oczy dobrze rozwinięte. Czułki owłosione począwszy od czwartego członu. Ostatni człon głaszczków szczękowych dobrze rozwinięty. Przedplecze o bocznej przepasce niekompletnej. Pokrywy o wierzchołku poprzecznie lub skośnie ściętym, przez co odsłaniają co najmniej ostatni segment odwłoka. 

## Rozprzestrzenienie
W Polsce występuje tylko Odacantha melanura.

## Systematyka
Anichtchenko i inni podają podział na 3 podplemiona:
- Calophaenina Jeannel, 1942
- Lachnophorina LeConte, 1853
- Odacanthina Laporte, 1834